# Undskyld vi er her
Undskyld vi er her er en dansk film fra 1980, instrueret af Hans Kristensen.

## Medvirkende
- Jesper Christensen
- Tommy Kenter
- Ulla Henningsen
- Poul Bundgaard
- Anne-Lise Gabold
- Sejr Volmer-Sørensen
- Gotha Andersen
- Ole Ernst
- Ove Verner Hansen
- Valsø Holm
- Torben Jensen
- Bodil Lindorff
- Ghita Nørby
- Jessie Rindom
- Søren Steen
- Poul Thomsen
- Bent Warburg
- Claus Bue
- Rikke Wölck
- Torben Zeller
- Holger Vistisen